# Carl Arend Friedrich Wiegmann
Carl Arend Friedrich Wiegmann (* 1. März 1836 in Berlin; † 9. November 1901 in Jena) war ein deutscher Malakologe.
Er war der Sohn des Zoologie-Professors Arend Friedrich August Wiegmann und studierte Pharmazie in Berlin. Er kaufte 1866 eine Apotheke in Jüterbog, ließ sich aber 1877 in Jena nieder, um sich ganz der Zoologie zu widmen.

## Schriften
- Beitraege zur Anatomie der Landschnecken des Indischen Archipels, in W. Weber, Zool. Erg. einer Reise nach Niederl. Ind., 1893, S. 112–259
- Landmollusken (Stylommatophoren). Zootomischer Theil. Abh. d. Senckenberg. Nat. Ges., Frankfurt, 1898, Band 24, S. 289–557
- mit E. Martens: Land und Süsswasser-Mollusken der Seychellen nach den Sammlungen von Dr. Aug. Brauer, Mitt. aus d. Zool. Samml. des Mus. f. Naturk. Berlin, 1898, S. 1–96.
- Binnenmollusken aus Westchina und Centralasien. Zootomische Untersuchungen. I. Die Heliciden. Ann. d. Mus. Zool. Acad. Imp. des Sci. St. Petersburg 1900, II. Die Buliminiden, ibid. 1901